# 똑딱단추

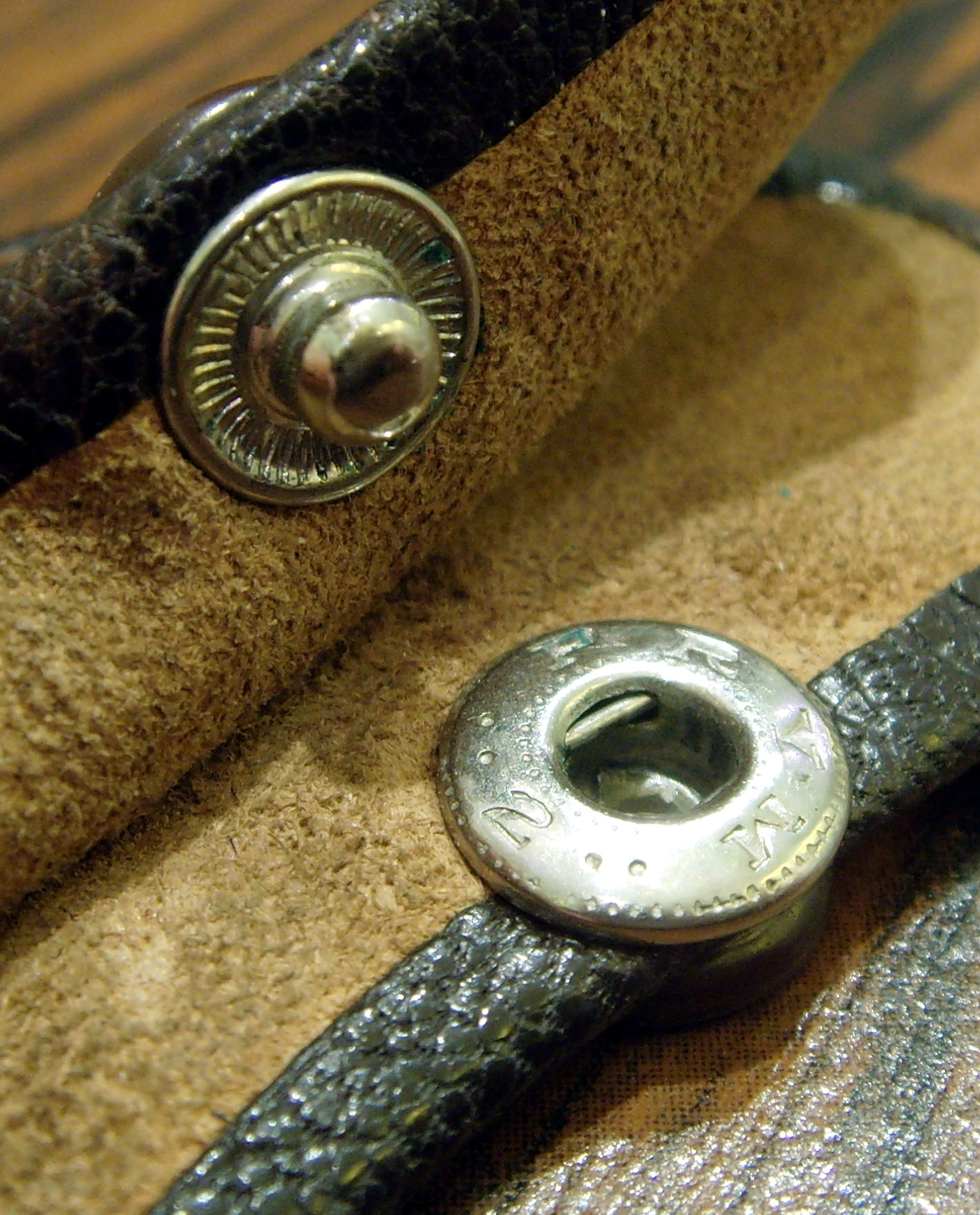
똑딱단추

똑딱단추는 암단추에 수단추를 끼워 고정하는 단추다. 볼록하게 튀어나온 수단추와 오목한 암단추로 이루어진다.